# Список послов Великобритании в Азербайджане
Посол Великобритании в Азербайджане — является главным дипломатическим представителем Соединенного Королевства в Азербайджанской Республике и главой дипломатической миссии Великобритании в Баку.
Великобритания признала независимость Азербайджана 31 декабря 1991 года. Дипломатические отношения установлены 11 марта 1992 года, и тогдашний посол Великобритании в России сэр Брайан Фолл был аккредитован в Азербайджане до прибытия первого посла-резидента в 1993 году.
Посольство Великобритании в Азербайджане было открыто в сентябре 1992 г. Посольство Азербайджана в Великобритании открылось в январе 1994 года.
С 7 марта 1997 года в парламенте Азербайджана действует двусторонняя рабочая группа по отношениям с Великобританией.

## Послы
- 1992–1993 — Брайан Фолл (не резидент])[3]
- 1993–1997 — Томас Янг[4]
- 1997–2000 — Роджер Томас [5]
- 2000–2003 — Эндрю Такер[6]
- 2000–2003 — Лори Бристоу
- 2007–2011 — Кэролин Браун[7]
- 2011–2013 — Питер Бейтман[8]
- 2013–2016 — Ирфан Сиддик[9]
- 2016–2019 — Кэрол Крофтс[10]
- 2019–2022 — Джеймс Лайалл Шарп[11][12]
- 2022–настоящее время — Фергус Олд[13]